# Hamodes lutea
Hamodes lutea är en fjärilsart som beskrevs av Walker 1864. Hamodes lutea ingår i släktet Hamodes och familjen nattflyn. Inga underarter finns listade i Catalogue of Life.